# 시드니 그레이다누스
시드니 그레이다누스 ( Sidney Greidanus; 1935년 - ) 미국 목회자이며 신학자이다.

## 교육
- 캘빈 대학교 졸업
- 칼빈 신학교 졸업
- 암스테르담 자유 대학교 신학박사 학위
- CRC 교단에서 목회
- 캘빈 대학교에서 교수
- 칼빈 신학교에서 설교학 교수

## 저서
- Preaching Christ from Old Testament

### 번역된 저서
- 성경해석과 성경적 설교 (감영철 옮김, 여수룬, 2012)